# Raja Moussaoui
Raja Moussaoui (Roermond, 28 september 1976) is een voormalig Nederlands politica voor de VVD. Ze was wethouder van de gemeente Roermond en was lid van de werkgroep economie en financiën van de VVD-verkiezingsprogrammacommissie voor de Tweede Kamerverkiezingen in 2010. In 2000 werd ze verkozen tot Miss Nederland. Een plek op de verkiezingslijst van de Tweede Kamer wees ze in 2011 van de hand om eerst lokaal ervaring op te doen. Ze is van Marokkaanse komaf.

## Biografie

### Levensloop
De in Roermond (Kitskensberg) geboren Moussaoui groeide op in de Donderberg en volgde haar eerste onderwijs aan de basisschool ‘De Brink’. Haar leerweg vervolgde ze aan de Rijksscholengemeenschap Roermond, gevolgd door Facility Management aan de Hogeschool in Heerlen. Als 21-jarige studeerde ze af en ging aan de slag in de financiële wereld als accountmanager bij ABN AMRO. In 2000 werd ze verkozen tot eerste Miss Nederland van Marokkaanse komaf. Haar werk in de financiële wereld verruilde ze voor een baan in de tv-wereld als presentatrice van een dagelijks live tv-programma voor TV Limburg. 

### Politieke werkzaamheden
In 2006 kwam Raja Moussaoui met 273 voorkeurstemmen in de raad. Naast haar raadswerk speelde ze als bestuurslid van de Stichting Politiek in Bedrijf een voorname rol om lokale ondernemers en politiek dichter bij elkaar te brengen. Tevens stond ze aan de basis van de VVD Limburg Organiseertank.
Bij de verkiezingen in 2010 behaalde Moussaoui 596 stemmen en werd ze door haar partij geposteerd als wethouder Financiën, Eigendommen, Werk en Inkomen in een college bestaand uit VVD, CDA, PvdA en PvdE. Tevens is ze projectwethouder van de cultuurfabriek ECI. Als commissielid schreef ze mee aan het landelijk VVD verkiezingsprogramma voor de Tweede Kamerverkiezingen in 2010. Tevens is ze lid van de landelijke campagnecommissie. In 2010 trad ze op als gastvrouw bij de 129ste Algemene Ledenvergadering van de VVD. Op 23 oktober 2012 trad Moussaoui af als wethouder nadat haar partij de VVD uit de coalitie stapte. Dit omdat wethouder Van Rey na beschuldigingen wegens corruptie opstapte. Wel bleef ze lid van de VVD, en in 2014 keerde ze als wethouder terug.
In 2018 ging ze met verlof, waarna ze niet meer terugkeerde in de politiek. in 2019 werd bekend dat ze de politiek zou verlaten. Sindsdien is ze periodiek betrokken geweest bij activiteiten van de VVD.

### Quotes
“Het gaat niet om je afkomst, maar je toekomst. En ik kan het weten” 
“Met alleen charmant wezen kom je er niet, dan ga je charmant af.”